# Ryonosuke Nomura
Ryonosuke Nomura (Miyazaki, 1999) es un deportista japonés que compite en gimnasia en la modalidad de trampolín. Ganó una medalla de plata en el Campeonato Mundial de Gimnasia en Trampolín de 2021, en la prueba por equipo.

## Palmarés internacional
| Campeonato Mundial | Campeonato Mundial | Campeonato Mundial | Campeonato Mundial |
| Año                | Lugar              | Medalla            | Prueba             |
| ------------------ | ------------------ | ------------------ | ------------------ |
| 2021               | Bakú (Azerbaiyán)  | Medalla de plata   | Equipo             |